# Райская, Екатерина Анатольевна

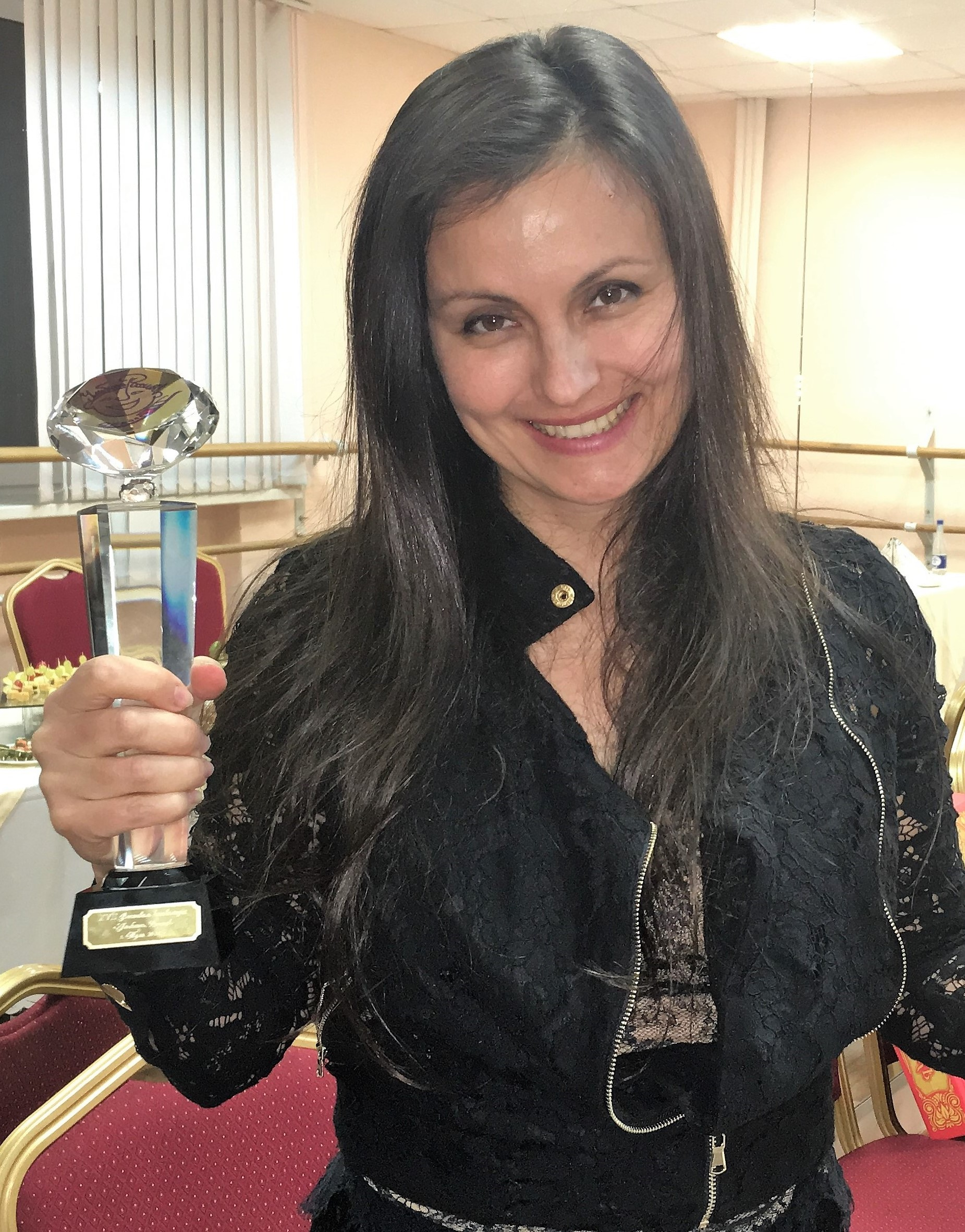
На кинофестивале «Улыбнись, Россия» 2016 год

Катя Райская (имя при рождении — Екатерина Анатольевна Райская; род. 27 ноября 1973, Ленинград) — российский кинорежиссёр

, продюсер, сценарист, телеведущая, автор телевизионных программ, общественный деятель, основатель и директор «Продюсерского центра Кати Райской», практикующий психолог.
Автор и режиссёр нашумевшего проекта «Второе счастье или Кино за 40 часов».
Победитель конкурса «Самая успешная петербурженка» по версии журнала Women’s Day . Победитель и призёр кинофестивалей «Окно в Европу», «Невский Благовест», «Улыбнись Россия», «Золотое Руно» и других. Номинант премии «ТЭФИ-регион».

## Образование
- 1991—1995 — СПбГИК, специальность режиссура;
- 1997—2002 — СПбГУ, специальность журналистика.

Учителями Кати Райской на кафедре режиссуры были признанные профессионалы своего дела, среди которых: заслуженный деятель искусств РФ, легендарный актёр и преподаватель Кирилл Николаевич Чернозёмов; народный артист РСФСР, режиссёр Борис Николаевич Петров; заслуженный деятель наук РФ, драматург Даниил Натанович Аль; заслуженный артист РФ, актёр Борис Григорьевич Смолкин; народный артист РФ, режиссёр Олег Леонидович Орлов.

## Карьера

### Телевидение
С 1996 года работала корреспондентом и ведущей на различных телеканалах Петербурга.
В 1999 году начала выпускать авторскую развлекательную телепередачу «Райская жизнь» на телеканале NBN. Это была первая телевизионная программа об отдыхе и развлечениях. Она выходила до 2002 года сначала на телеканале NBN, затем на телеканалах Рамблер и ТВЦ.
С 2000 по 2005 год Катя Райская в качестве автора, режиссера и ведущей выпускала на различных каналах развлекательные и публицистические авторские телевизионные программы. В числе которых: «Райская жизнь в Амстердаме», «Петербургомания», «Ночные разногласия» (интерактивный прямой эфир) и другие.
В 2004 году режиссёр выпустила пятисерийную публицистическую программу «Правда о наркотиках» на канале ТВЦ. Программа была признана Госнаркоконтролем РФ лучшей антинаркотической телепрограммой России и номинировалась на премию ТЭФИ-Регион.
После выхода этой телепрограммы Райская стала членом Экспертного Совета при Управлении Федеральной Службы по надзору за соблюдением законодательства в сфере массовых коммуникаций по СЗФО; членом комиссии по отбору претендентов на участие во всероссийском конкурсе антинаркотических комплексных программ и проектов при правительстве Российской Федерации; и постоянным участником и спикером Всероссийских Антинаркотических Конференций.

### Психология
С 2005 года Катя Райская ведёт психологические семинары и тренинги для взрослых групп и студентов.
В 2006 году открыла школу психологии для взрослых «Школа Разумной Стервозности Кати Райской».
C 2006 по 2016 годы была её директором и ведущим преподавателем. Также в школе преподавали: Лев Моисеевич Щеглов, Алексей Михайлович Ельяшевич и другие.
За 10 лет работы школы её очно окончили более 1500 выпускниц.

### Кино
В 2015 году Катя Райская вернулась в режиссуру и начала снимать художественные и документальные фильмы, среди которых:
- Второе счастье или кино за 40 часов[13][14][15]. Премьера фильма состоялась в рамках XXIV кинофестиваля «Окно в Европу»[16]. Фильм был отобран на несколько кинофестивалей. На кинофестивале «Улыбнись, Россия!» взял один из главных призов[17].
- «Котики». Финалист кинофестиваля «Золотой Телёнок»
- «Олигархическая сюита». Финалист кинофестивалей «Будем жить»[18] и «Золотой Телёнок».
- «Однажды на киностудии». Финалист кинофестиваля «Золотой Телёнок»
- «Ангелы». Фильм участвовал более чем в 10 кинофестивалях. Стал победителем и призёром шести из них[19][7][20][21].
- «А Вы режиссёр?». Финалист кинофестиваля «Золотой Телёнок».
- Документальный фильм Кино за 40 часов. История[22]. Участник фестиваля «Улыбнись, Россия!»
- В 2019 году Катя Райская выступила продюсером и режиссёром оригинального поздравительного фильма к юбилею Народного артиста РФ Эммануила Виторгана «Вся страна поздравляет любимого артиста с юбилеем. Флешмоб необычных поздравлений».
- в 2023 году приняла участие в создании документального фильма «Серебристые ангелы Елизаветы Шахатуни» (режиссёр Ю. Г. Карапетян) о легендарной женщине-авиаконструкторе. Премьера фильма состоялась в рамках фестиваля «Невский благовест».[23]
- В 2024 году в качестве режиссёра и продюсера сняла полнометражный художественный фильм «Список грехов». В фильме приняла участие целая плеяда известных российских актёров, а также приглашённая звезда Joe Lynn Turner (ex. Deep Purple). Премьера фильма планируется на весну 2025 года.

Катя Райская является победителем, призёром и постоянным участником российских и международных кинофестивалей. Часто приглашается на различные мероприятия в качестве эксперта и члена жюри.
В данный момент Катя Райская также работает над комедийным телесериалом «Школа Стервозности» и биографическим фильмом о судьбе Заслуженной артистки РСФСР Натальи Андрейченко с рабочим названием «Русскую женщину убить нельзя»

## Награды и номинации
Финалистка конкурса «Мисс Медия 2001»
В 2004 году победила в Конкурсе Красоты «Мисс Велнесс».
В 2004 году стала победителем Всероссийского конкурса антинаркотических телепрограмм. По мнению Госнаркоконтроля РФ
В 2005 году номинировалась на премию «ТЭФИ-Регион».
В 2016 году стала призером ХVII Международного кинофестиваля «Улыбнись, Россия!».
Многократная победительница турниров по спортивному покеру.
В 2017 году стала победительницей конкурса «Самая успешная петербурженка» по версии журнала «Women’s Day».
В 2019 году стала призёром кинофестиваля «Окно в Европу». Приз «За любовь у зрителя».
Финалистка кинофестиваля «Золотой Телёнок» в 2020 и 2021 гг.
в 2021 году стала победителем кинофестиваля «Золотое Руно». Номинация: «Мы меняем мир».
В 2022 году стала лауреатом Бизнес-Премии «Деловой город» как режиссёр, прославляющий Санкт-Петербург.
В 2023 году стала призёром ХVII Международного кинофестиваля «Невский Благовест».
В 2023 году получила специальный приз Бизнес-Премии «Деловой город» «За продвижение духовности в искусстве».
Также Катя Райская является обладательницей титула «Секс-символ Питерского телевидения» (По результатам опроса мужской телеаудитории в 2008 году).